# Eleições intercalares em Moncton East (2007)
As eleições intercalares em Moncton East tiveram lugar no dia 5 de Março de 2007 e destinou-se a preencher um lugar de deputado na Assembleia Legislativa de Nova Brunswick que se encontrava vacante. Moncton East é um distrito eleitoral do Estado da Nova Brunswick (Canadá).

## Resultados
| Intercalares em Moncton East, 5 de Março de 2007   | Intercalares em Moncton East, 5 de Março de 2007 | Intercalares em Moncton East, 5 de Março de 2007 | Intercalares em Moncton East, 5 de Março de 2007 | Intercalares em Moncton East, 5 de Março de 2007 | Intercalares em Moncton East, 5 de Março de 2007 |
| Partido                                            | Candidato                                        | Votos                                            | %                                                | +/-                                              |                                                  |
| -------------------------------------------------- | ------------------------------------------------ | ------------------------------------------------ | ------------------------------------------------ | ------------------------------------------------ | ------------------------------------------------ |
| Associação Liberal de Nova Brunswick               | Chris Collins                                    | 2.628                                            | 58,3                                             |                                                  |                                                  |
| Partido Conservador Progressista de Nova Brunswick | Chad Peters                                      | 1.505                                            | 33,4                                             |                                                  |                                                  |
| Partido Novo Democrata de Nova Brunswick           | Hélène Lapointe                                  | 373                                              | 8,3                                              |                                                  |                                                  |
| Total                                              |                                                  | 4.879                                            | 100,0                                            |                                                  |                                                  |